# Dendrokronologi

Preparerat prov av ek från en skiftesverks- stuga på Öland. Årsringarna representerar tiden 1586-1698.

Dendrokronologi (av grekiska δένδρον (dendron) "träd", χρόνος (chronos) "tid", och λογία (logia) "läran") är en metod att datera trä med hjälp av träets årsringar. Det vanligaste är att man mäter bredden på varje årsring i ett träprov, och jämför denna serie siffror med mätserier från andra träd. Till detta används numera datorprogram. Genom att utgå från träd med ett känt årtal för den yttersta ringen, kan man successivt bygga upp en referensserie bakåt så långt man har tillgång till träprover. Med hjälp av en sådan referenskurva, kan man datera andra träprov av samma art (eller ibland släkte) och från samma område, ofta med mycket stor säkerhet, och såvida den yttersta ringen under bark är intakt, kan man fastställa när trädets tillväxt upphörde på året (och i vissa fall på årstiden) när.
I The International Tree-Ring Data Bank finns data från hela jorden. I Sverige har man som längst lyckats datera tillbaka till år 5407 före vår tidräkning.
En av dendrokronologins grundläggande förutsättningar är att trädens tillväxt begränsas av någon i det aktuella området generell (klimatologisk) faktor, oftast nederbördsmängd och/eller tillgången på sol och värme under sommaren. I tropiska områden bildas inga egentliga årsringar, vilket gör dendrokronologi i sådana områden mycket svår. I Europa är det främst olika arter av ek, tall, gran, och lärk som lämpar sig för att bygga långa referenskurvor med, och därmed för dendrokronologiska åldersbestämningar. 

## Kalibrering av C14-metoden
Med hjälp av dendrokronologi kan man kalibrera radiokolmetoden. Man extraherar då cellulosa från vedens cellväggar i årsringar som man daterat, och undersöker mängden kvarvarande C14 (kol fjorton). På detta sätt får man fram ett referensvärde som tar hänsyn till den faktiska C14 halten vid det tillfälle just då cellulosan i den undersökta årsringen bildades. Cellulosan i vedens cellväggar har, till skillnad från andra ämnen i veden, nämligen inte kunnat komma dit i efterhand. Vid Universität Hohenheim i Stuttgart har man sammanställt en årsringskurva som går tillbaka från nutid till år 10 461 f. Kr. Den baseras dels på ek (Quercus sp.) funnet främst i flodsediment, dels på tall, för den äldsta delen, då klimatet i området var för kallt för ek. Den äldre tallkurvan har kunnat dateras mot ekkurvan genom att de överlappar varandra med 538 år.

## Andra användningsområden
Den dendrokronologiska tekniken används också bland annat inom dendroarkeologi (åldersbestämning av arkeologiskt trämaterial), dendroklimatologi (klimatrekonstruktioner med hjälp av årsringsdata), dendroekologi, dendrogeomorfologi (landskapens formbildning), m. m.

## Metodik
Vid korsdatering av årsringsprover är det i första hand den högfrekventa eller kortsiktiga tillväxtvariationen som jämförs, d.v.s relationen mellan näraliggande års tillväxt. Provserierna normaliseras så att den lågfrekventa tillväxtvariationen elimineras. Det finns flera metoder att göra denna normalisering. En av de enklaste är att dividera respektive årsringsbredd med summan av densamma och föregående årsringsbredd. Normaliseringen förvandlar mätvärdena till relativa värden. På detta sätt blir det betydelselöst om trädet har en medeltillväxt på exempelvis 0,3 mm eller 3 mm årligen. Därefter beräknar datorprogrammet korrelationsvärdet mellan de båda serierna för varje position, allt eftersom de förskjuts ett steg i taget mot varandra. De bästa positionerna redovisas. Om överlappning och korrelationsvärdet är tillräckligt bra, får de båda serierna anses daterade mot varandra. Vid korsdatering är det inte ovanligt att man upptäcker att någon årsring fattas eller att någon extra smugit sig in. Det förra beror på att trädet ibland inte orkar forma en fullständig ring, utan att ringen bara bildats kring delar av stammen. Falska "årsringar" kan bildas vid exempelvis torka, då tillväxten avstannat under växtsäsongen, men sedan åter kommit igång, när vädret blivit tjänligare. Genom att göra korrelationsanalys av överlappande sekvenser med exempelvis 50 år i varje och med start vart tionde år, och kompletterande okulär kontroll på diagram, kan man oftast säkert identifiera sådana felande eller extra ringar. 
Rent konkret ger alltså avläsningen en serie av relativa värden för tillväxt. Värdena är lokala och måste jämföras med kontrollserier från samma region, eftersom tillväxten varierar i olika områden. Successivt byggs referensserier upp och är mycket värdefulla vid datering av till exempel arkeologiskt material. 
Matematiskt kan man visa att det räcker med ca 50 årsringar i ett träprov för att det skall gå att åldersbestämma. Eftersom varje träd är en individ, påverkad av också mycket lokala förhållanden, behövs i praktiken minst 70 årsringar för att man med någorlunda säkerhet skall kunna bestämma åldern. Vet man dessutom inte från vilken region träprovet härstammar behövs betydligt fler årsringar. Möjligheten till säker datering (och proviniensbestämning) ökar om man kan få fram serier från flera samtida träd som använts i exempelvis ett byggnadsverk. Likaså bör man, om det är möjligt, mäta upp två "radier" från varje träd. 
Användbara träprov kan framställas genom att sågade skivor slipas noga, så att årsringarna framträder tydligt, eller genom att borrkärnor tagna med exempelvis en tillväxtborr, monteras och slipas. Istället för att slipa kan ett skärande verktyg användas. Eventuellt kan årsringarna fås att framträda ännu tydligare genom att dessutom tillföra något pigment, som fyller upp porerna, och därigenom får dem att framträda tydligare.